# Le Temps d'un automne
Cet article concerne le film. Pour le premier album de Yoona, voir A Walk to Remember (EP).
Pour plus de détails, voir Fiche technique et Distribution.
Le Temps d'un automne ou Une promenade inoubliable au Québec (A Walk to Remember) est un film dramatique américain réalisé par Adam Shankman, sorti en 2002. Il s'agit de l'adaptation du roman À tout jamais (A Walk to Remember) de Nicholas Sparks, qui a confié que sa sœur cadette, Danielle « Dana » Sparks (1966-2000), morte à l'âge de trente-trois ans, est la source d'inspiration pour le personnage principal de son roman.

## Synopsis
L'histoire se déroule au cours des années 1990 à Beaufort, une petite ville de Caroline du Nord.
Pour rire, Landon Carter et ses amis lancent à un jeune homme le défi de sauter d'un pont. Soucieux d'être intégré dans ce groupe si populaire, le jeune homme accepte, saute… et finit à l'hôpital. Puni par le directeur, Landon est notamment dans l'obligation de donner des cours à des enfants en difficulté, et aussi de participer à la pièce de théâtre de fin d'année. Piètre comédien, il est alors contraint de demander l'aide de Jamie Sullivan, fille de pasteur, qui fait partie du club de théâtre du lycée. La jeune fille, méfiante, accepte en lui faisant promettre de ne jamais tomber amoureux d'elle. Mais, bien que littéralement opposés, les deux adolescents vont peu à peu se rapprocher et s'éprendre l'un de l'autre, se trouvant plus de points communs qu'il n'y paraît, et ce malgré l'opposition de tous les amis de Landon. Une de ses amies, terriblement jalouse, va essayer de ruiner la réputation de Jamie. Pourtant, Landon ne les laisse pas faire, il va aller jusqu'à s'embrouiller avec un de ses meilleurs amis et c'est là que commence leur vraie relation. Mais Jamie doit annoncer à Landon une terrible nouvelle qui changera sa vie à jamais… Ils devront surmonter de dures épreuves, et Landon fera tout pour réaliser les rêves de Jamie.

## Fiche technique
Sauf indication contraire, les informations mentionnées dans cette section peuvent être confirmées par la base de données cinématographiques IMDb,  présente dans la section « Liens externes ».
- Titre original : A Walk to Remember
- Titres français : Le Temps d'un automne
- Titre québécois : Une promenade inoubliable
- Réalisation : Adam Shankman
- Scénario : Karen Janszen, d'après le roman À tout jamais de Nicholas Sparks
- Musique : Mervyn Warren
- Direction artistique : Linwood Taylor
- Décors : Doug Hall
- Costumes : Doug Hall et Beverley Woods
- Photographie : Julio Macat
- Montage : Emma E. Hickox
- Production : Denise Di Novi et Hunt Lowry

Production déléguée : E.K. Gaylord II, Bill Johnson, Casey La Scala et Edward L. McDonnell
- Sociétés de production : Gaylord Films et Di Novi Pictures ; Pandora Cinema (coproduction)
- Société de distribution : Warner Bros.
- Budget : 11,8 millions de dollars[réf. nécessaire]
- Pays d'origine :  États-Unis
- Langue originale : anglais
- Format : couleur
- Genre : drame
- Durée : 102 minutes
- Dates de sortie :
  - États-Unis, Québec : 25 janvier 2002
  - France : 27 novembre 2002
  - Belgique : 12 février 2003

## Distribution
- Shane West (VF : Boris Rehlinger ; VQ : Benoît Éthier) : Landon Carter
- Mandy Moore (VF : Chantal Macé ; VQ : Aline Pinsonneault) : Jamie Sullivan
- Peter Coyote (VF : Michel Le Royer ; VQ : Jean-Marie Moncelet) : le révérend Sullivan
- Daryl Hannah (VQ : Hélène Mondoux) : Cynthia Carter
- Lauren German (VQ : Camille Cyr-Desmarais) : Belinda
- Clayne Crawford (VF : Ludovic Baugin ; VQ : Martin Watier) : Dean
- Al Thompson (VQ : François Godin) : Eric
- Paz de la Huerta (VQ : Brigitte Lafleur) : Tracie
- Matt Lutz (VQ : Joël Legendre) : Clay Gephardt
- David Andrews (VQ : Jean-Luc Montminy) : M. Kelly
- David Lee Smith (VF : Patrick Béthune ; VQ : René Gagnon) : Dr Carter
- Erik Smith (VQ : Hugolin Chevrette) : Eddie Zimmerhoff

 Source et légende : version française (VF) sur RS Doublage[réf. nécessaire] Source et légende : version québécoise (VQ) sur Doublage.qc.ca

Photos des acteurs principaux
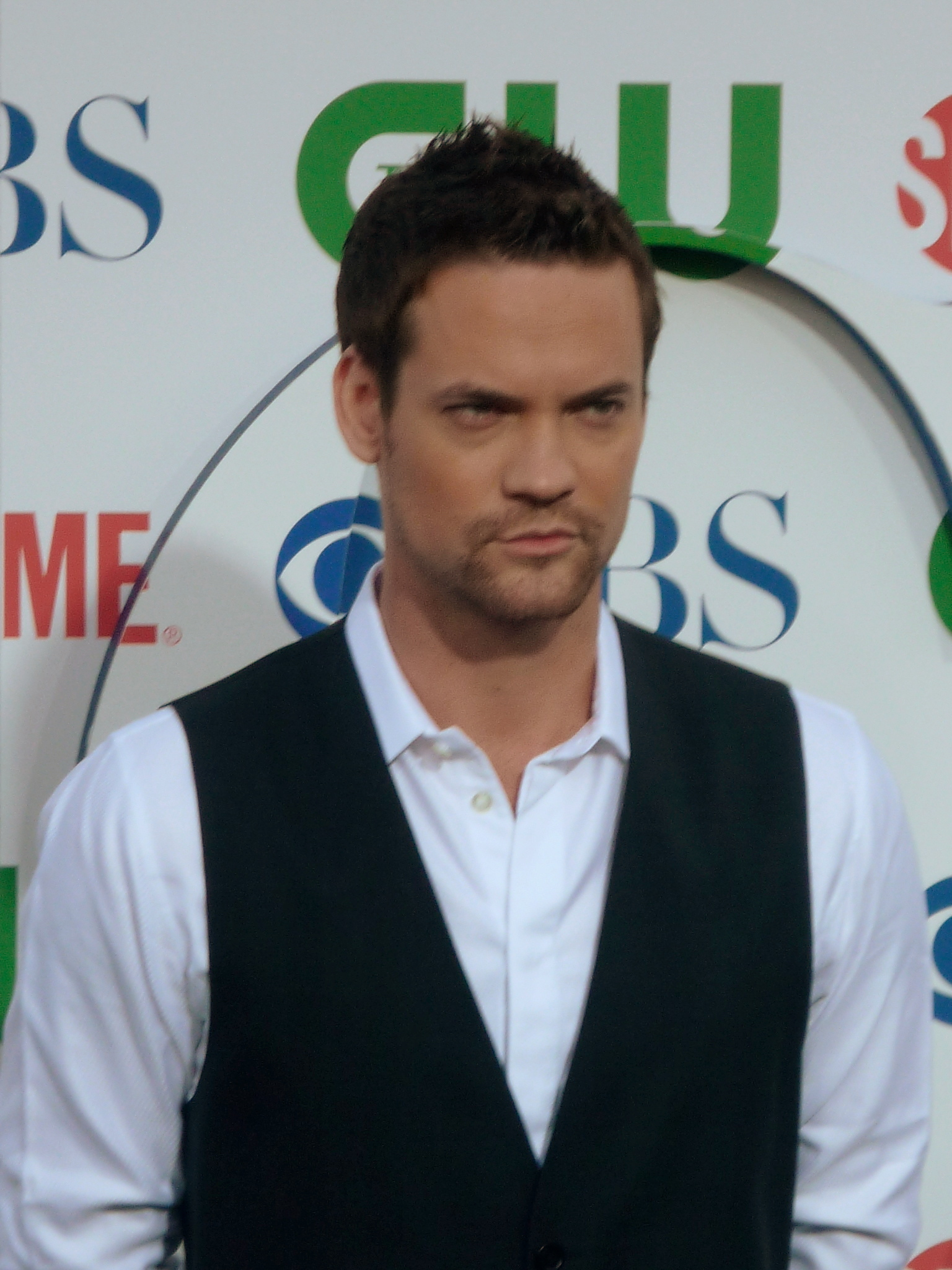
Shane West  dans le rôle de Landon Carter.
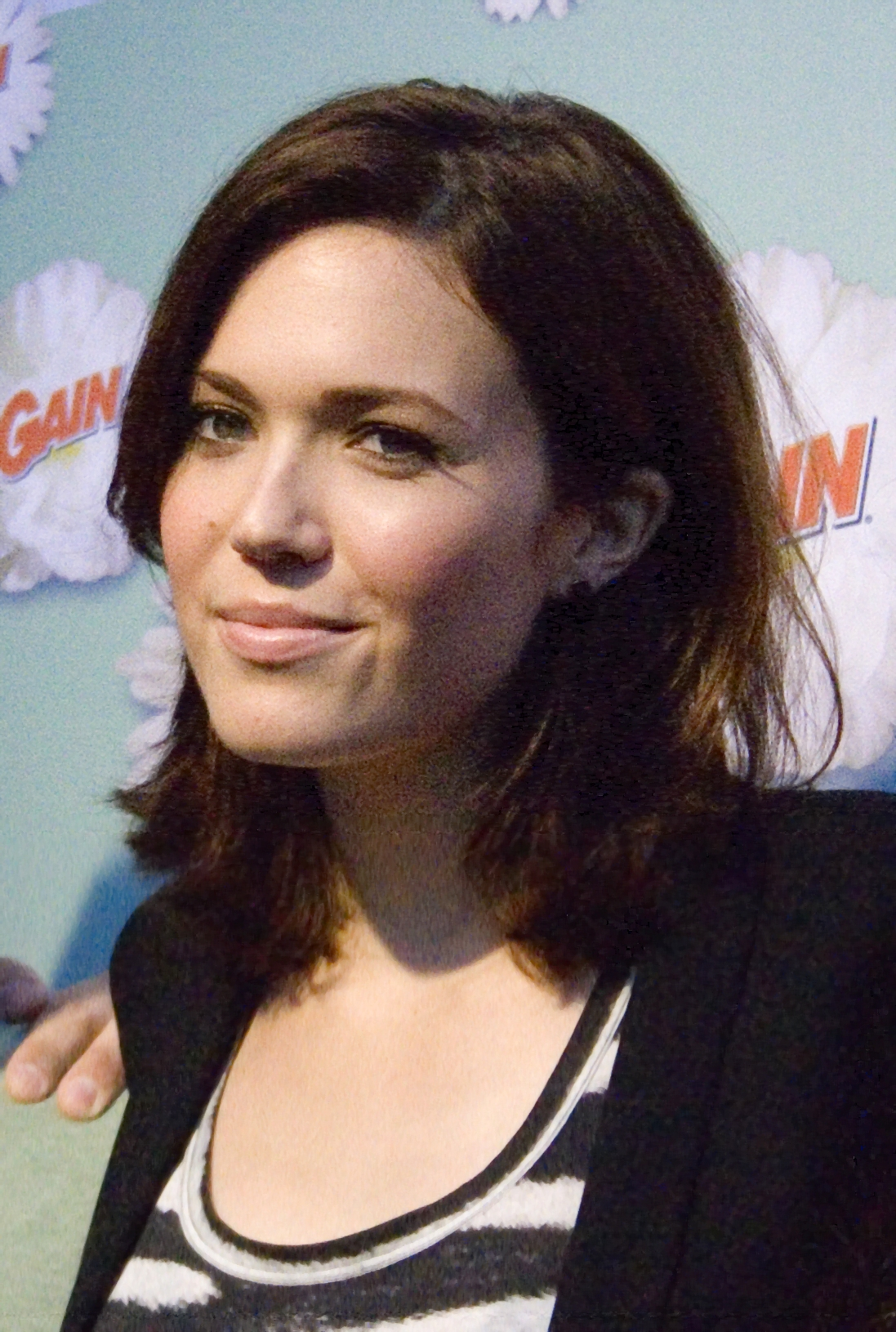
Mandy Moore dans le rôle de Jamie Sullivan.
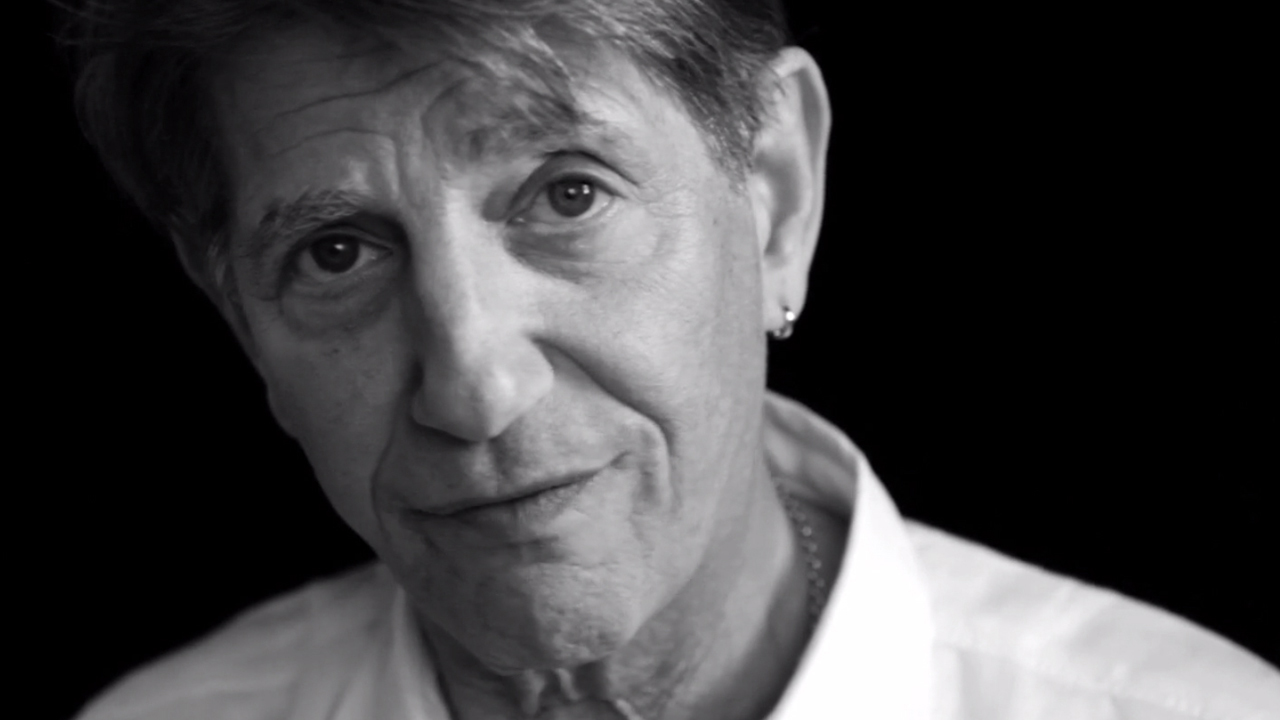
Peter Coyote dans le rôle du révérend Sullivan.

## Production

### Genèse et développement
L'écrivain Nicholas Sparks s'est inspiré d'une histoire réelle concernant sa sœur pour la rédaction de son roman intitulé À tout jamais (A Walk to Remember). En effet, Danielle Sparks Lewis, sa sœur, est morte d'un cancer en 2000. Celle-ci avait rencontré un homme qui voulait se marier avec elle, même en sachant qu'elle était atteinte d'un cancer et qu'il ne lui restait pas beaucoup de temps à vivre.

### Tournage
Le tournage a lieu à Wilmington en Caroline du Nord — en même temps avec le film Divine Secrets of the Ya-Ya Sisterhood et la série Dawson, pour une durée de trente-neuf jours[réf. nécessaire].

### Musique
La bande originale de film contient cinq chansons de Mandy Moore et d'autres de Switchfoot, Rachael Lampa (en) et de d'autres chanteurs.
Pistes
1. Dare You To Move - Switchfoot
2. Cry - Mandy Moore
3. Someday We'll Know - Mandy Moore et Jonathan Foreman (en) – (reprise de New Radicals)
4. Dancin In The Moonlight - Toploader (en) – (reprise de King Harvest)
5. Learning To Breathe - Switchfoot
6. Only Hope - Mandy Moore
7. It's Gonna Be Love - Mandy Moore
8. You - Switchfoot
9. If You Believe - Rachael Lampa (en)
10. No One - Cold
11. So What Does It All Mean? - West, Gould, & Fitzgerald
12. Mother, We Just Can't Get Enough - New Radicals
13. Cannonball - The Breeders (©2003 Special Expanded Edition Bonus Track)
14. Friday On My Mind - Noogie (©2003 Special Expanded Edition Bonus Track)
15. Empty Spaces - Fuel (©2003 Special Expanded Edition Bonus Track)
16. Only Hope - Switchfoot

Musique du film
1. Cannonball — The Breeders
2. So What Does It All Mean? — West, Gould, & Fitzgerald
3. Empty Spaces — Fuel (en)
4. Lighthouse — Mandy Moore
5. Friday on My Mind — Noogie
6. Anything You Want — Skycopter 9
7. Numb in Both Lips — Soul Hooligan
8. Tapwater — Onesidezero (en)
9. If You Believe — Rachael Lampa (en)
10. No Mercy — Extra Fancy
11. No One — Cold
12. Enough — Matthew Hager (en)
13. Mother, We Just Can't Get Enough — New Radicals
14. Only Hope — Mandy Moore
15. Get Ur Freak On — Missy Elliott
16. Flood — Jars of Clay
17. Dancin' In The Moonlight — Toploader (en)
18. Someday We'll Know — Mandy Moore et Jonathan Foreman (en)
19. Learning to Breathe — Switchfoot
20. All Mixed Up — 311
21. Dare You To Move — Switchfoot
22. You — Switchfoot
23. It's Gonna Be Love — Mandy Moore
24. Only Hope — Switchfoot
25. Cry — Mandy Moore

## Accueil

### Sortie
Le film a pris la troisième place au box-office américain lors de sa sortie, en récoltant 12 177 488 de dollars durant son premier weekend.

### Critiques
Lors de sa sortie, le film reçoit globalement des critiques négatives : Entertainment Weekly réintitule le film en « A Walk to Forget » (Une promenade à oublier). Sur Rotten Tomatoes, il obtient un score de 4,1 sur 10 en se basant sur 101 critiques.  Cependant, le film est apprécié par la communauté chrétienne grâce aux valeurs morales qu'il véhicule. Pour sa part, Roger Ebert félicite Mandy Moore et Shane West pour leur interprétation. Même si le film n'est pas un succès chez les critiques, il réussit toutefois à récolter 41 281 092 de dollars aux États-Unis et un total de 47 494 916 de dollars.

## Récompenses
| Année | Cérémonie          | Catégorie                               | Résultat              |
| ----- | ------------------ | --------------------------------------- | --------------------- |
| 2002  | MTV Movie Awards   | Best Breakthrough Female Performance    | Gagné par Mandy Moore |
| 2002  | Teen Choice Awards | Choice Breakout Performance - Actress   | Gagné par Mandy Moore |
| 2002  | Teen Choice Awards | Choice Chemistry (Moore/West)           | Gagné                 |
| 2002  | Teen Choice Awards | Choice Actress - Drama/Action Adventure | Nommée                |